# 草山南峰
草山南峰，是台灣新北市雙溪區牡丹里與貢寮區和美里交界處的一座山峰，標高625公尺。該山西側為雙溪支流牡丹溪諸支流的源流區，東北側為北勢坑溪（梗枋北溪）南側支流的源流區，東南側為石碇溪主流上游文秀坑溪的源流區。
草山南峰與南側的南草山共同形成一個火山體，火山學界稱此火山體為「雞母嶺」，其組成岩石主要為輝石角閃黑雲母石英安山岩與輝石黑雲母角閃石英安山岩，屬於基隆火山群。:154-156